# Математическая теория игр и её приложения
Математическая теория игр и её приложения (МТИ&П) — научный журнал, издаваемый под руководством Отделения математических наук РАН.

## Редакционный совет
Учредители журнала:
- Институт прикладных математических исследований КарНЦ РАН
- Факультет прикладной математики — процессов управления Санкт-Петербургского государственного университета

Главный редактор: д.ф.-м.н., профессор Л. А. Петросян — декан факультета прикладной математики — процессов управления Санкт-Петербургского государственного университета
Зам. главного редактора: д.ф.-м.н., профессор В. В. Мазалов — директор ИПМИ КарНЦ РАН
Ответственный секретарь: к.ф.-м.н., доцент Н. А. Зенкевич — ВШМ СПбГУ
Выпускающий редактор: к.ф.-м.н. А. Н. Реттиева — с.н.с. ИПМИ КарНЦ РАН
Редакционная коллегия:
- д.ф.-м.н., профессор В. А. Васильев (Институт математики имени С. Л. Соболева СО РАН),
- д.ф.-м.н., профессор А. А. Васин (Московский государственный университет им. М. В. Ломоносова),
- д.ф.-м.н., профессор А. Ф. Клейменов (Институт математики и механики УрО РАН),
- академик А. В. Кряжимский (Математический институт им. В. А. Стеклова РАН),
- ч.-к. РАН Д. А. Новиков (Институт проблем управления РАН),
- академик Ю. С. Осипов (Математический институт им. В. А. Стеклова РАН),
- д.ф.-м.н., профессор Г. А. Угольницкий (Южный федеральный университет),
- д.ф.-м.н., профессор И. И. Шевченко (Дальневосточный государственный университет),
- д.ф.-м.н., профессор Д. В. К. Янг (Центр теории игр Санкт-Петербургского государственного университета),
- д.ф.-м.н., профессор Е. Б. Яновская (Учреждение Российской академии наук Санкт-Петербургский экономико-математический институт РАН).